# Szamoszi Melisszosz
Szamoszi Melisszosz (ógörögül: Μέλισσος  Σάμιος) antik görög filozófus, akméját körülbelül  Kr. e. 444-441 körülre datálják, és valószínűleg Parmenidész tanítványa volt.

## A könyve
Szimplikosz szerint, Melisszosz egyetlen könyvet írt aminek A természetről vagy a létezőről nevet adta. A könyv teljes terjedelmében nem maradt fenn, de olvashatunk részleteket belőle Szimplikiosznál és Arisztotelésznél is.

## Filozófiája
Parmenidészhez hasonlóan, Melisszosz is a létezéssel velejáró tulajdonságok azzal a bizonyítással kezdi, hogy ha valami létezik, akkor az öröktől fogva kell, hogy létezzen, azaz nincs keletkezés. Annyiban eltér Parmenidésztől, hogy a pusztulás lehetségességét nem zárja ki, de nem is állítja azt.
A világot kezdet és vég nélkülinek határozta meg, ugyanis ha nem így lenne akkor nem lehetne örök és határtalan. A világ határtalanságából következik annak Egysége is, "hiszen ha kettő volna nem lehetne határtalan". Az 'Egy'ség másik következménye, a világ homogenitása. 
Melisszosz a világ eddig leírt három tulajdonsága (örök, határtalan, egy) egy negyediket ad hozzá: a változatlanságot. Ezt a tulajdonságot ugyancsak az Egységből származtatja:
"Nem vész el belőle semmi és nagyobbá sem válik és nem is rendeződik át, sem fájdalom nem éri, sem gyötrelem. Ha ugyanis ezek valamelyikét elszenvedné, nem volna többé Egy."
(Szimplikiosz: In Aristotelis Physica commentaria p. 111, 18 Diels)